# Carobbio degli Angeli
Carobbio degli Angeli es una localidad y comune italiana de la provincia de Bérgamo, región de Lombardía, con 4.056 habitantes.

## Evolución demográfica
| Gráfica de evolución demográfica de Carobbio degli Angeli entre 1861 y 2001 |
|                                                                             |
| Fuente ISTAT - elaboración gráfica de Wikipedia                             |